# Verbesina pedunculosa
Verbesina pedunculosa là một loài thực vật có hoa trong họ Cúc. Loài này được (DC.) B.L.Rob. miêu tả khoa học đầu tiên năm 1907.